# Diseño modular

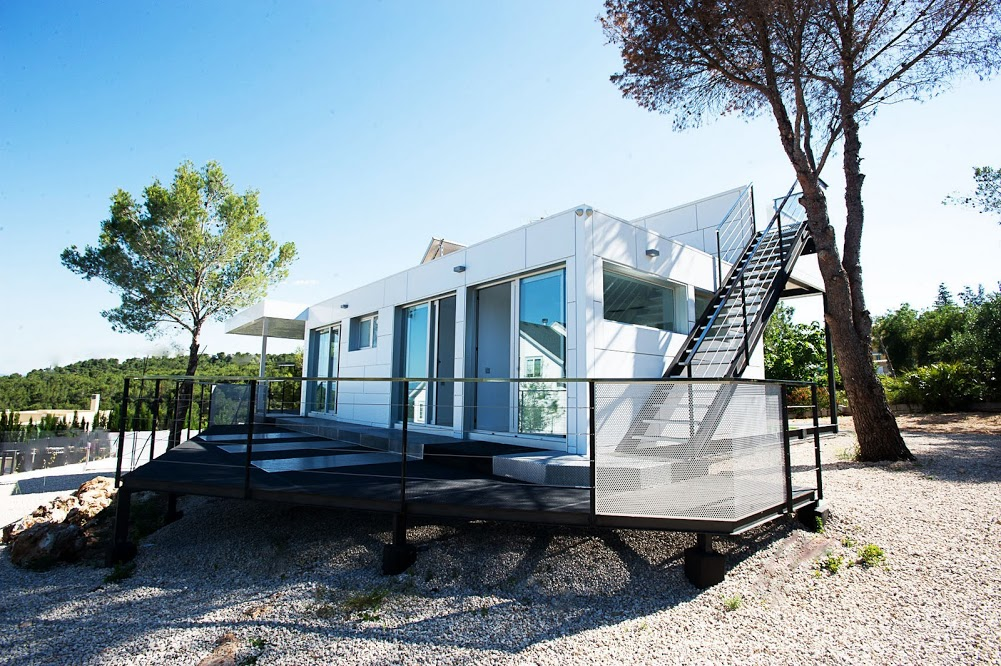
Vivienda prefabricada, constituida por seis módulos en Valencia.

El diseño modular — o «la modularidad en el diseño» — es el diseño basado en la modulación reticular de espacios que permitan optimizar el tiempo de construcción y debido a que son transportables, desarmables y reorganizables permiten impulsar múltiples funcionalidades y su reutilización al generar un nuevo uso diferente al que fueron fabricados.
Un sistema modular se puede caracterizar por los siguientes párrafos:
- Partición funcional en discretos módulos escalables y reutilizables que consiste en aislados, autónomos elementos funcionales
- Uso riguroso de interfaces modulares bien definidas, incluyendo descripciones orientado a objetos de la función del módulo
- Facilidad de cambio lograr transparencia tecnología y, a la medida de lo posible, hacer uso de estándares industriales para interfaces clave

Además de la reducción en los costos (debido a una menor personalización, y menos tiempo de aprendizaje), y la flexibilidad en el diseño, la modularidad ofrece otros beneficios como al incrementar  (la adición de una nueva solución con sólo conectar un nuevo módulo), y la exclusión. Ejemplos de sistemas modulares son los automóviles, los ordenadores y edificios de gran altura. Ejemplos anteriores son los telares, los sistemas de señalización del ferrocarril, centrales telefónicas, los órganos de tubos y sistemas de distribución de energía eléctrica. Las computadoras utilizan la modularidad para superar las demandas cambiantes del cliente y poder realizar el proceso de fabricación más de adaptación al cambio (ver Programación modular).
El diseño modular es un intento de combinar las ventajas de la estandarización (alto volumen normalmente es igual a los bajos costos de fabricación) con los de personalización. Un aspecto negativo a la modularidad (y esto depende del grado de modularidad) es que los sistemas modulares no están optimizados para el rendimiento. Esto es generalmente debido al costo de la colocación de las interfaces entre los módulos.
|  |  |  |  |  |

## El diseño modular de vehículos

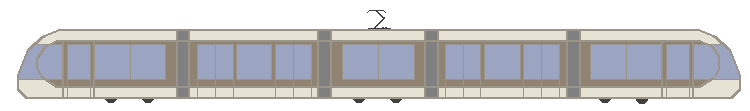
Diseño modular de un Tranvía

Aspectos del diseño modular se pueden ver en los coches u otros vehículos en la medida de la existencia de ciertas partes del coche que pueden ser añadido o quitado sin alterar el resto del coche.
Un ejemplo simple de diseño modular de los coches es el hecho de que, mientras que muchos coches vienen como modelo básico, actualizaciones permitirá modificaciones tales como más potencia o neumáticos de temporada, los cuales no se requiere ningún cambio de la unidad del coche, tales como los sistemas de chasis, dirección o de escape.
Un vehículo de alta prestación modular es el Smart Fortwo. El Smart cuenta con paneles intercambiables, mediante el cual, un coche puede fácilmente asumir un aspecto diferente.
Una rama de autos ferroviarios modernos, particularmente los tranvías y automotores regionales ligeros también presentan un diseño modular ensamblados a partir de módulos por la cual la funcionalidad de las unidades se puede amoldar a la demanda, o sea el diseño modular permite incrementar la capacidad de transporte de pasajeros aumentando su longitud. También permiten la personalización, siendo adaptable a las necesidades y características de cualquier tipo de ciudad.

## El diseño modular de los edificios

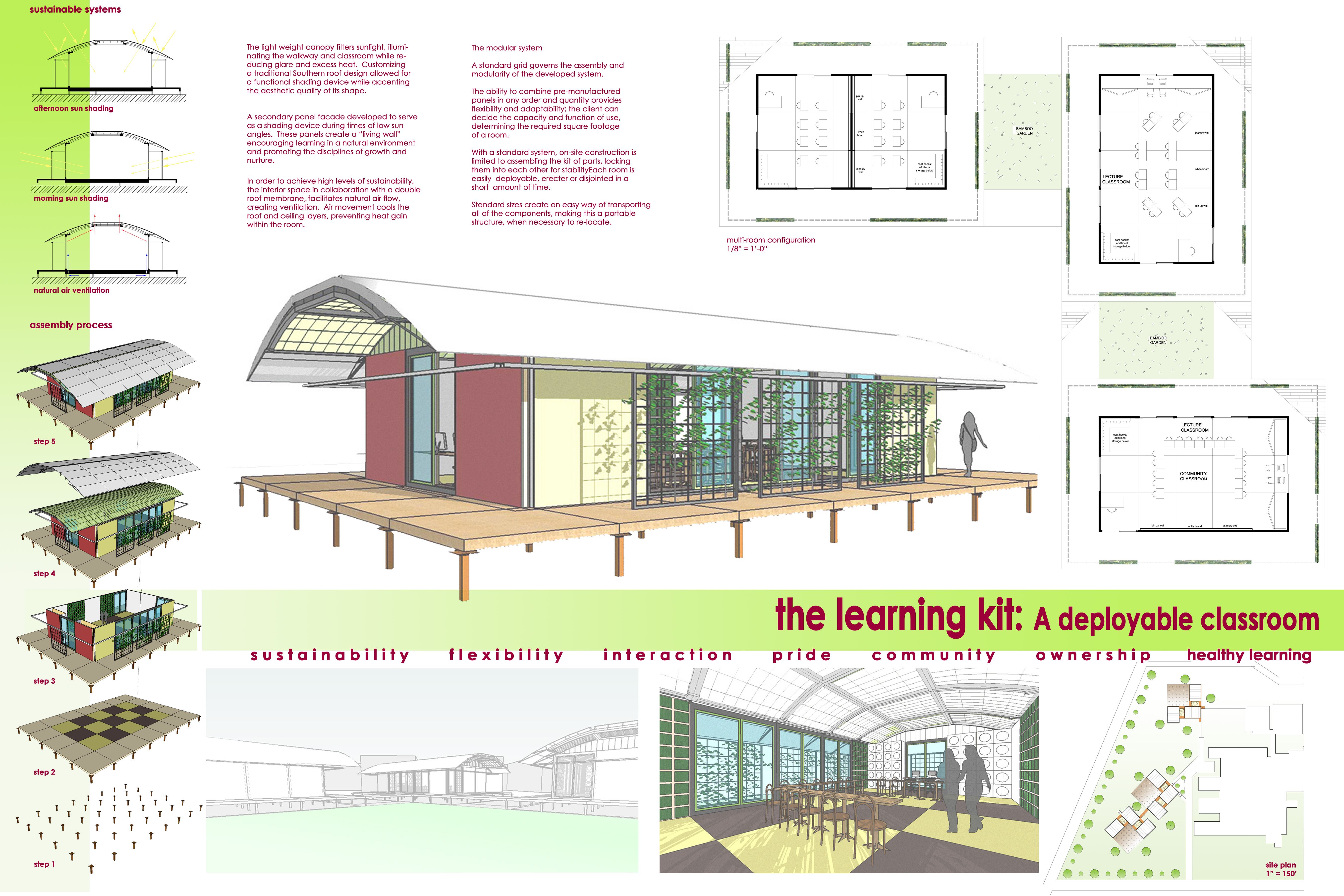
Diseño modular de salones escolares portátiles

El diseño modular se puede ver en algunos edificios, especialmente edificios modulares. Los edificios modulares (y también casas modulares) generalmente consisten en piezas universales (o módulos) que son fabricados en una planta y luego se envían a un sitio de construcción donde se ensamblan en una variedad de disposiciones.
Los edificios modulares se pueden aumentar o reducir de tamaño por la adición o eliminación de ciertos componentes. Esto se puede hacer sin alterar las porciones más grandes de la construcción. 
Los edificios modulares pueden también experimentar cambios en la funcionalidad utilizando el mismo proceso de agregar o quitar componentes modulares.
Por ejemplo, un edificio de oficinas se puede construir con piezas modulares, tales como paredes, marcos, puertas y ventanas. El interior de la oficina puede ser particionada (o dividido) con más paredes y equipadas con escritorios, computadoras, y todo lo que se necesita un espacio de trabajo funcional. Si la oficina tiene que ser ampliada o redividirlo para dar cabida a los empleados, componentes modulares, tales como paneles de la pared se pueden agregar o cambiar de lugar para hacer los cambios necesarios sin alterar todo el edificio. Más tarde, esta misma oficina se puede dividir y ser reorganizado para formar un espacio comercial, sala de conferencias o cualquier otro tipo de edificio con los mismos componentes modulares que se formó originalmente el edificio de oficinas. El nuevo edificio puede ser reformado con todo los elementos necesarios para llevar a cabo sus funciones deseadas, además de poder convertirle en energéticamente más eficiente y beneficiarse del ahorro que conlleva.

## El diseño modular en las oficinas
El diseño modular en las oficinas nace de la necesidad de crear espacios fáciles de adecuar para permitir a las empresas adaptarse a cualquier tipo de situación cambiante: crecimiento de la plantilla, adaptabilidad de espacios, traslado, etc. Se trata de construcciones prefabricadas que pueden agregarse a construcciones existentes o formar nuevas edificaciones. Permiten tener espacios flexibles, personalizables y adaptables. 
Las oficinas del futuro están muy unidas al término de oficinas modulares por su carácter de adaptación. Además, suelen ser respetuosas con el medio ambiente y suponen costes asequibles.
Ventajas de las oficinas modulares
1. Personalización de los espacios: mejor adaptabilidad de los trabajadores
2. Flexibilidad: cambiar de lugar o realizar ampliaciones estratégicas
3. Comodidad

## El diseño modular en los hoteles
El diseño modular ofrece infinitas posibilidades. Este enfoque innovador que incorpora elementos modulares, permite flexibilidad, sostenibilidad y rentabilidad. El concepto de diseño modular se adapta a la perfección a diversas tipologías de alojamiento. Con costes reducidos y mayor eficiencia, los hoteles prefabricados, o que incorporan la construcción modular para sus baños o cocinas, están renovando el sector.
Gracias a la mayor eficiencia y personalización que ofrece el diseño modular, este tipo de construcción resulta cada vez más atractivo para los promotores hoteleros. Además, esta tendencia se ve impulsada por la creciente demanda de soluciones sostenibles y adaptables en el sector, lo que convierte al diseño modular en un factor importante a la hora de configurar el futuro de la construcción hotelera.

### Ventajas del diseño modular en hoteles
Tiene varias ventajas y beneficios:
1.	Reducción de costes y de los plazos de construcción: al utilizar módulos prefabricados, los hoteles pueden construirse de forma más rápida y económica.
2.	Mayor flexibilidad en el diseño: que permite a los hoteleros ajustar fácilmente sus espacios según sea necesario. Esta versatilidad es especialmente beneficiosa en el cambiante sector hotelero, en el que las preferencias de los clientes y las demandas del mercado pueden cambiar rápidamente.
3.	Fomenta la sostenibilidad: mediante el uso de módulos prefabricados, los hoteles pueden reducir significativamente los residuos y minimizar su impacto ambiental. Además, el proceso de fabricación controlado garantiza un uso preciso de los materiales, lo que reduce la cantidad de residuos de construcción.

### Tendencias en la construcción modular de hoteles
La industria hotelera está siendo revolucionada por la introducción de la construcción y los diseños modulares. Las principales cadenas hoteleras están adoptando el enfoque modular para sus proyectos gracias a que aporta flexibilidad, rentabilidad y sostenibilidad. Su versatilidad permite la integración perfecta de tecnologías inteligentes. Desde el registro automatizado hasta los sistemas de eficiencia energética, la construcción modular posibilita incorporar modernas comodidades con reducidos costes.
Además, su naturaleza respetuosa con el medioambiente permite que sea una gran opción para quienes buscan disminuir su huella de carbono. Las técnicas de diseño y construcción modular suelen incorporar características de eficiencia energética, como aislamiento y materiales de construcción ecológicos. Estas tendencias son sólo el principio de cómo la construcción basada en diseño modular revolucionará el futuro del sector hotelero.

## El diseño modular de la computadora
Igual que el diseño modular en otras cosas (por ejemplo, automóviles, refrigeradores, hasta muebles). La idea es construir computadoras (ordenador) con piezas de fácil sustitución que utilizan interfaces estandarizadas. Esto le permite actualizar ciertos aspectos de la computadora con facilidad sin tener que comprar otro equipo por completo.
Una computadora es realmente uno de los mejores ejemplos de diseño modular - módulos típicos son la Fuente de alimentación (computadora), procesadores, placas base, tarjetas gráficas, discos duros, unidades ópticas, etc. Todas estas partes deben ser fácilmente intercambiables, siempre que se utilicen partes que apoyen la misma interfaz estándar como la parte que ha reemplazado.
Otra forma de diseño modular de los equipos se presentó en enero de 2011, cuando Xi3 Corporation dio a conocer su Xi3 computador modular en la exhibición del 2011 de CES Internacional en Las Vegas, Nevada. Ganador de un Premio a la Innovación en la categoría de hardware para el CES 2011, la computadora Xi3 modular utiliza un entorno basado en x86 de la empresa llama a la Arquitectura de Computadores Xi3 para subdividir la placa base clásica en tres tableros o módulos interconectados: el módulo de procesador, el módulo I/O primario y el módulo  I/O secundario. Basado en Salt Lake City,  Xi3 reivindica que los dos módulos  I/O pueden ser reemplazados fácilmente a modificar y/o cambiar las capacidades o el rendimiento de un ordenador Xi3 modular, haciendo del equipo modular en diseño y en la práctica.
Según múltiples informes de prensa, la disponibilidad general de la computadora Xi3 modular está programada para comenzar 4 de julio de 2011.

## El mercado de la construcción modular
El mercado de la construcción modular está experimentando un rápido crecimiento, impulsado por factores como la necesidad de ahorrar tiempo, controlar costes y tener mayor flexibilidad en la industria de la construcción. Un mercado llamado a convertirse en una fuerza dominante en este sector donde Gobiernos y promotores reconocen sus ventajas, lo que ha provocado un importante aumento del valor de la construcción modular en los últimos años.
Se espera que la construcción modular experimente una CAGR (tasa de crecimiento anual compuesta) del 12 % en el período de previsión 2021-2026. Habiendo tenido un valor de mercado de 87 mil millones de dólares (USD) en el año 2021. Y se prevé que el mismo sea de 175 mil millones de dólares (USD) para 2025. En Latinoamérica también crece a un ritmo acelerado. En 2021 generó un valor de 7,4 mil millones de dólares (USD), y se estima que crecerá a una CAGR de 3,5 % en el período 2023-2028.